# Irlandia na Letnich Igrzyskach Olimpijskich 1968
Irlandię na Letnich Igrzyskach Olimpijskich 1968 reprezentowało 31 zawodników: 25 mężczyzn i sześć kobiet. Był to dziewiąty start reprezentacji Irlandii na letnich igrzyskach olimpijskich.

## Skład kadry

### Boks
Mężczyźni
| Zawodnik         | Konkurencja | 1/32             | 1/16                   | 1/8                   | Ćwierćfinał        | Półfinał         | Finał            | Finał   |
| Zawodnik         | Konkurencja | Przeciwnik Wynik | Przeciwnik Wynik       | Przeciwnik Wynik      | Przeciwnik Wynik   | Przeciwnik Wynik | Przeciwnik Wynik | Miejsce |
| ---------------- | ----------- | ---------------- | ---------------------- | --------------------- | ------------------ | ---------------- | ---------------- | ------- |
| Brendan McCarthy | 51 kg       |                  |                        | Ricardo Delgado P 0-5 | Nie awansował      | Nie awansował    | Nie awansował    | 9.      |
| Mick Dowling     | 54 kg       |                  | Bernd Juterzenka W RSC | John Rakowski W DSQ   | Eiji Morioka P 1-4 | Nie awansował    | Nie awansował    | 5.      |
| Edward Tracey    | 57 kg       |                  | Errol West W 4-1       | Antonio Roldán P 1-4  | Nie awansował      | Nie awansował    | Nie awansował    | 9.      |
| Anthony Quinn    | 60 kg       |                  | Inoua Bodia W nokaut   | Józef Grudzień P 0-5  | Nie awansował      | Nie awansował    | Nie awansował    | 9.      |
| Jim McCourt      | 63,5 kg     |                  | Gert Puzicha P 0-5     | Nie awansował         | Nie awansował      | Nie awansował    | Nie awansował    | 17.     |
| Eamonn McCusker  | 71 kg       |                  | Rolando Garbey P RSC   | Nie awansował         | Nie awansował      | Nie awansował    | Nie awansował    | 17.     |

### Jeździectwo
| Zawodnik                                                          | Koń           | Konkurencja        | Ujeżdżenie | Cross country             | Skoki                     | Razem                     | Pozycja                   |
| ----------------------------------------------------------------- | ------------- | ------------------ | ---------- | ------------------------- | ------------------------- | ------------------------- | ------------------------- |
| Juliet Jobling-Purser                                             | Jenny         | WKKW indywidualnie | -72,51     | -5,60                     | -1,00                     | -79,11                    | 7.                        |
| Diana Wilson                                                      | Chianti Rosso | WKKW indywidualnie | -122,51    | -106,40                   | 0,00                      | -228,91                   | 26.                       |
| Penelope Moreton                                                  | Loughlin      | WKKW indywidualnie | 74,01      | Dyskwalifikacja           | Nie ukończyła konkurencji | Nie ukończyła konkurencji | Nie ukończyła konkurencji |
| Tommy Brennan                                                     | March Hawk    | WKKW indywidualnie | -97,01     | Dyskwalifikacja           | Nie ukończył konkurencji  | Nie ukończył konkurencji  | Nie ukończył konkurencji  |
| Juliet Jobling-Purser Diana Wilson Penelope Moreton Tommy Brennan | jak wyżej     | WKKW drużynowo     | -243,53    | Nie ukończyli konkurencji | Nie ukończyli konkurencji | Nie ukończyli konkurencji | Nie ukończyli konkurencji |

| Zawodnik                         | Koń                  | Konkurencja     | Wynik   | Wynik                     | Wynik                     | Pozycja                   |
| Zawodnik                         | Koń                  | Konkurencja     | Runda 1 | Runda 2                   | Łącznie                   | Pozycja                   |
| -------------------------------- | -------------------- | --------------- | ------- | ------------------------- | ------------------------- | ------------------------- |
| Diana Connolly-Carew Ned Campion | Barrymore Liathdruim | skoki drużynowo | 76,00   | Nie ukończyli konkurencji | Nie ukończyli konkurencji | Nie ukończyli konkurencji |

### Kolarstwo

#### Kolarstwo szosowe
| Zawodnik      | Konkurencja                    | Czas                 | Pozycja              |
| ------------- | ------------------------------ | -------------------- | -------------------- |
| Peter Doyle   | wyścig ze startu wspólnego (m) | Nie ukończył wyścigu | Nie ukończył wyścigu |
| Morris Foster | wyścig ze startu wspólnego (m) | Nie ukończył wyścigu | Nie ukończył wyścigu |
| Liam Horner   | wyścig ze startu wspólnego (m) | Nie ukończył wyścigu | Nie ukończył wyścigu |

### Lekkoatletyka
Mężczyźni
Konkurencje biegowe
| Zawodnik        | Konkurencja   | Eliminacje | Eliminacje | Ćwierćfinał   | Ćwierćfinał   | Półfinał      | Półfinał      | Finał                    | Finał                    |
| Zawodnik        | Konkurencja   | Wynik      | Miejsce    | Wynik         | Miejsce       | Wynik         | Miejsce       | Wynik                    | Miejsce                  |
| --------------- | ------------- | ---------- | ---------- | ------------- | ------------- | ------------- | ------------- | ------------------------ | ------------------------ |
| Noel Carroll    | 400 m         | 46,8       | 6.         | Nie awansował | Nie awansował | Nie awansował | Nie awansował | Nie awansował            | Nie awansował            |
| Noel Carroll    | 800 m         | 1:49,01    | 3.         |               |               | Nie awansował | Nie awansował | Nie awansował            | Nie awansował            |
| Frank Murphy    | 1500 m        | 3:54,85    | 10.        |               |               | Nie awansował | Nie awansował | Nie awansował            | Nie awansował            |
| Patrick McMahon | maraton       |            |            |               |               |               |               | 2:29:21,0                | 12.                      |
| Michael Molly   | maraton       |            |            |               |               |               |               | 2:48:13,60               | 41.                      |
| John Kelly      | chód na 50 km |            |            |               |               |               |               | Nie ukończył konkurencji | Nie ukończył konkurencji |

### Pływanie
Mężczyźni
| Zawodnik          | Konkurencja     | Eliminacje | Eliminacje | Półfinał      | Półfinał      | Finał         | Finał         |
| Zawodnik          | Konkurencja     | Czas       | Miejsce    | Czas          | Miejsce       | Czas          | Miejsce       |
| ----------------- | --------------- | ---------- | ---------- | ------------- | ------------- | ------------- | ------------- |
| Donnacha O’Dea    | 100m dowolnym   | 59,5       | 54.        | Nie awansował | Nie awansował | Nie awansował | Nie awansował |
| Donnacha O’Dea    | 100m motylkowym | 1:02,8     | 37.        | Nie awansował | Nie awansował | Nie awansował | Nie awansował |
| Donnacha O’Dea    | 200m zmiennym   | 2:36,6     | 39.        | Nie awansował | Nie awansował | Nie awansował | Nie awansował |
| Liam Patrick Ball | 100m klasycznym | 1:12,1     | 27.        | Nie awansował | Nie awansował | Nie awansował | Nie awansował |
| Liam Patrick Ball | 200m klasycznym | 2:39,,8    | 19.        |               |               | Nie awansował | Nie awansował |

Kobiety
| Zawodniczka    | Konkurencja     | Eliminacje | Eliminacje | Półfinał       | Półfinał       | Finał          | Finał          |
| Zawodniczka    | Konkurencja     | Czas       | Miejsce    | Czas           | Miejsce        | Czas           | Miejsce        |
| -------------- | --------------- | ---------- | ---------- | -------------- | -------------- | -------------- | -------------- |
| Ann O’Connor   | 100m klasycznym | 1:21,1     | 21.        | Nie awansowała | Nie awansowała | Nie awansowała | Nie awansowała |
| Ann O’Connor   | 200m klasycznym | 2:56,4     | 17.        |                |                | Nie awansowała | Nie awansowała |
| Vivienne Smith | 100m motylkowym | 1:13,1     | 20.        | Nie awansowała | Nie awansowała | Nie awansowała | Nie awansowała |
| Vivienne Smith | 200m motylkowym | 2:39,7     | 11.        |                |                | Nie awansowała | Nie awansowała |

### Strzelectwo
Mężczyźni
| Zawodnik       | Konkurencja | Wynik | Pozycja |
| -------------- | ----------- | ----- | ------- |
| Dermot Kelly   | trap        | 175   | 47.     |
| Gerry Brady    | skeet       | 180   | 38.     |
| Arthur McMahon | skeet       | 170   | 47.     |

### Szermierka
Mężczyźni
| Zawodnik                                                       | Konkurencja          | Runda 1                                                                                   | Runda 1       | Ćwierćfinały                                                                       | Ćwierćfinały     | Półfinały        | Półfinały        | Finał            | Finał            | Pozycja          |
| Zawodnik                                                       | Konkurencja          | Przeciwnik                                                                                | Wynik         | Przeciwnik                                                                         | Wynik            | Przeciwnik       | Wynik            | Przeciwnik       | Wynik            | Pozycja          |
| -------------------------------------------------------------- | -------------------- | ----------------------------------------------------------------------------------------- | ------------- | ---------------------------------------------------------------------------------- | ---------------- | ---------------- | ---------------- | ---------------- | ---------------- | ---------------- |
| Michael Ryan                                                   | floret indywidualnie | Larry Anastasi Jenő Kamuti Fujio Shimizu Dagoberto Borges                                 | P             | → Nie awansował                                                                    | → Nie awansował  | → Nie awansował  | → Nie awansował  | → Nie awansował  | → Nie awansował  | → Nie awansował  |
| John Bouchier-Hayes                                            | floret indywidualnie | László Kamuti Nicola Granieri Michel Constandt Héctor Abaunza                             | P W           | → Nie awansował                                                                    | → Nie awansował  | → Nie awansował  | → Nie awansował  | → Nie awansował  | → Nie awansował  | → Nie awansował  |
| Fionbarr Farrell                                               | floret indywidualnie | Guillermo Saucedo Sándor Szabó Friedrich Wessel Román Gómez                               | P             | → Nie awansował                                                                    | → Nie awansował  | → Nie awansował  | → Nie awansował  | → Nie awansował  | → Nie awansował  | → Nie awansował  |
| Michael Ryan                                                   | szpada indywidualnie | Aleksiej Nikanczikow Herbert Polzhuber Ernesto Fernández Klaus Dumke Ahmed Zein El-Abidin | P             | → Nie awansował                                                                    | → Nie awansował  | → Nie awansował  | → Nie awansował  | → Nie awansował  | → Nie awansował  | → Nie awansował  |
| Colm O’Brien                                                   | szpada indywidualnie | Zoltán Nemere Lars-Erik Larsson Gustavo Oliveros Claude Bourquard Félix Piñero            | P W           | Orvar Lindwall Michel Constandt Dieter Jung Alexandre Bretholz Gianfranco Paolucci | P                | → Nie awansował  | → Nie awansował  | → Nie awansował  | → Nie awansował  | → Nie awansował  |
| Colm O’Brien                                                   | szabla indywidualnie | Jerzy Pawłowski Alfonso Morales Walter Köstner Serge Panizza Félix Delgado                | P W           | → Nie awansował                                                                    | → Nie awansował  | → Nie awansował  | → Nie awansował  | → Nie awansował  | → Nie awansował  | → Nie awansował  |
| John Bouchier-Hayes                                            | szabla indywidualnie | Péter Bakonyi Emil Ochyra Rolando Rigoli Yves Brasseur Manuel Ortíz                       | P             | → Nie awansował                                                                    | → Nie awansował  | → Nie awansował  | → Nie awansował  | → Nie awansował  | → Nie awansował  | → Nie awansował  |
| Fionbarr Farrell                                               | szabla indywidualnie | Władimir Nazłymow Tamás Kovács Rodney Craig Jack Keane Volker Duschner Gustavo Chapela    | P             | → Nie awansował                                                                    | → Nie awansował  | → Nie awansował  | → Nie awansował  | → Nie awansował  | → Nie awansował  | → Nie awansował  |
| Fionbarr Farrell John Bouchier-Hayes Michael Ryan Colm O’Brien | floret drużynowo     | RFN · Włochy                                                                              | P 1-15 P 1-15 | → Nie awansowali                                                                   | → Nie awansowali | → Nie awansowali | → Nie awansowali | → Nie awansowali | → Nie awansowali | → Nie awansowali |
| Fionbarr Farrell John Bouchier-Hayes Michael Ryan Colm O’Brien | szpada drużynowo     | RFN · Szwecja                                                                             | P 1-15 P 3-13 | → Nie awansowali                                                                   | → Nie awansowali | → Nie awansowali | → Nie awansowali | → Nie awansowali | → Nie awansowali | → Nie awansowali |
| Fionbarr Farrell John Bouchier-Hayes Michael Ryan Colm O’Brien | szabla drużynowo     | Węgry · RFN                                                                               | P 0-16 P 2-14 | → Nie awansowali                                                                   | → Nie awansowali | → Nie awansowali | → Nie awansowali | → Nie awansowali | → Nie awansowali | → Nie awansowali |